# Akhtarul Wasey
Akhtarul Wasey (* 1. September 1951 in Aligarh, Uttar Pradesh) ist der Direktor des Zakir Hussain Instituts für Islamwissenschaft (Zakir Husain Institute of Islamic Studies) an der Universität Jamia Millia Islamia in Indien.
Er war einer der 138 Unterzeichner des offenen Briefes Ein gemeinsames Wort zwischen Uns und Euch (engl. A Common Word Between Us & You), den Persönlichkeiten des Islam an „Führer christlicher Kirchen überall“ (engl. „Leaders of Christian Churches, everywhere …“) sandten (13. Oktober 2007).